# Roymovirus
Genre
Espèces de rang inférieur
- espèce-type : Rose yellow mosaic virus

Roymovirus est un genre de virus appartenant à la famille des Potyviridae, qui contient 2 espèces acceptées par l'ICTV. Ce sont des virus à ARN à simple brin de polarité positive (ARNmc), rattachés au groupe IV de la classification Baltimore.
Ces virus infectent exclusivement des plantes (phytovirus). Des isolats de l'espèce-type, Rose yellow mosaic virus, ont été isolés sur des cultivars de rosiers dans les États de New-York et du Minnesota. Les vecteurs de ces virus n'ont pas été identifiés, mais il est possible que le RoYMV soit transmis par des acariens.

## Structure
Les particules sont des virions non-enveloppés, flexueux, filamenteux, à symétrie hélicoïdale, de 720 à 750 nm de long sur 12 à 15 nm de diamètre.
Le génome, monopartite (non segmenté), est un ARN linéaire à simple brin de sens positif, dont la taille est de 9,5 kbases.

## Liste d'espèces
Selon NCBI (17 janvier 2021) :
- Passiflora edulis symptomless virus (PESV)
- Rose yellow mosaic virus (RoYMV)